# 서울북부보호관찰소
서울북부보호관찰소(서울北部保護觀察所)는 법원으로부터 보호관찰을 조건으로 가석방된 사람들에 대하여 보호관찰을 실시하고, 사회봉사 및 수강명령 등을 통해 범죄예방 및 건전한 사회복귀를 지원하여 국민의 안전한 생활을 보호하기 위하여 설립된 대한민국 법무부 범죄예방정책국 소속기관이다. 서울북부보호관찰소장은 서기관으로 보한다. 서울특별시 강북구 덕릉로 78에 위치하고 있다.

## 연혁
- 2005년 1월 17일 서울보호관찰소북부지소 개청
- 2012년 3월 30일 서울북부보호관찰소 본소 승격

## 관할 구역
- 도봉구
- 강북구
- 노원구
- 성북구